# Ácsteszéri-árok
Az Ácsteszéri-árok a Kisalföldön ered, Komárom-Esztergom vármegyében, mintegy 300 méteres tengerszint feletti magasságban. A patak forrásától kezdve északi irányban halad, majd Kisbértől északra eléri a Saliházi-árok medrét.
Az Ácsteszéri-árok vízgazdálkodási szempontból a Bakonyér és Concó Vízgyűjtő-tervezési alegység működési területét képezi.

## Part menti települések
- Ácsteszér
- Kisbér